# سیارک ۱۱۹۳۳
سیارک ۱۱۹۳۳ (به انگلیسی: 11933 Himuka، نامگذاری:1993ES) یازده هزار و نهصد و سی و سومین سیارک کشف شده‌است که در ۱۵ مارس ۱۹۹۳ کشف شد.